# Conus dianthus
Conus dianthus é uma espécie de gastrópode do gênero Conus, pertencente à família Conidae.